# Venusberg (Drebach)
Venusberg  ist ein Ortsteil der sächsischen Gemeinde Drebach im Erzgebirgskreis.

## Geschichte

### Venusberg mit Wiltzsch und Spinnerei

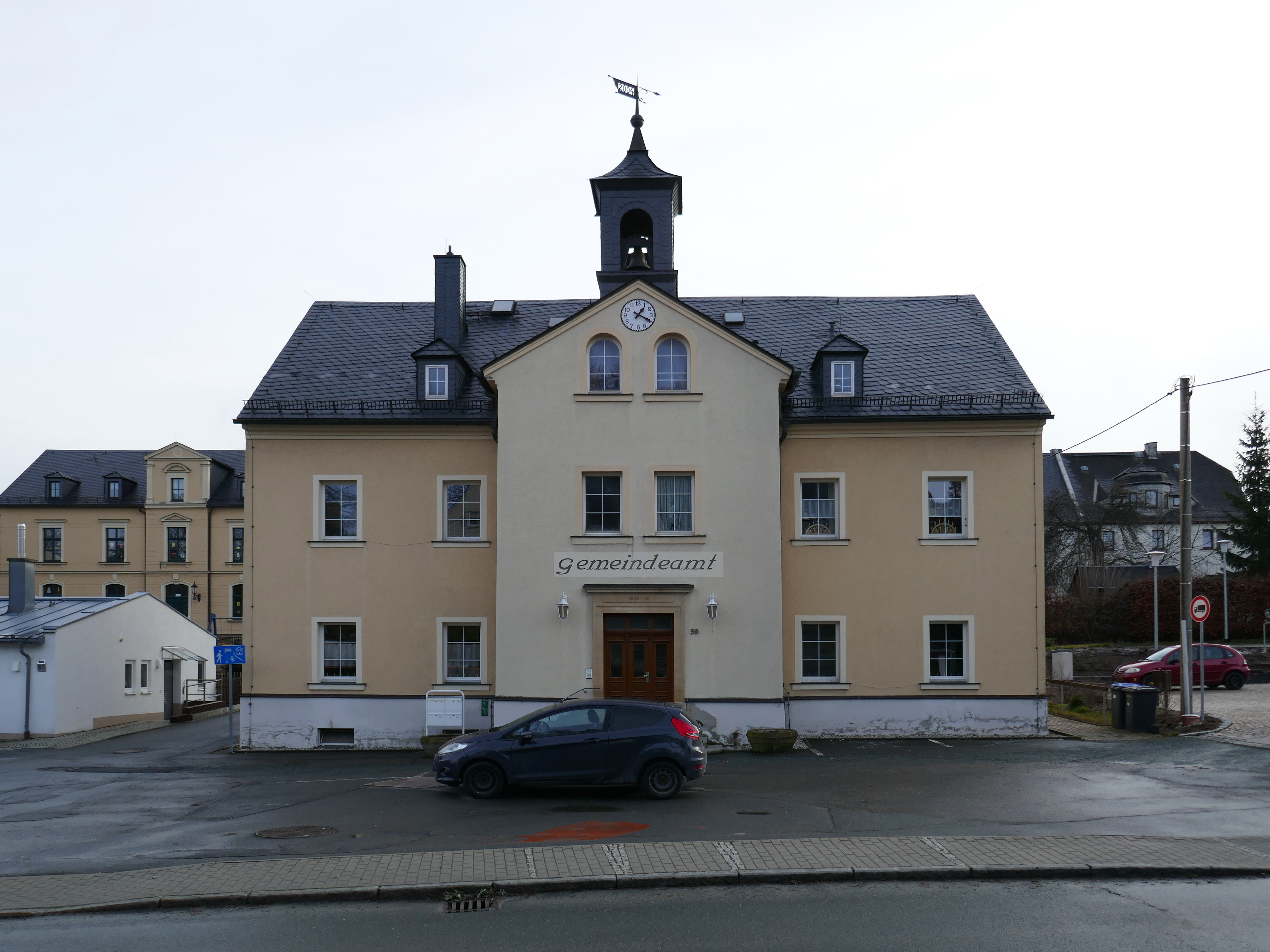
Gemeindeamt Venusberg

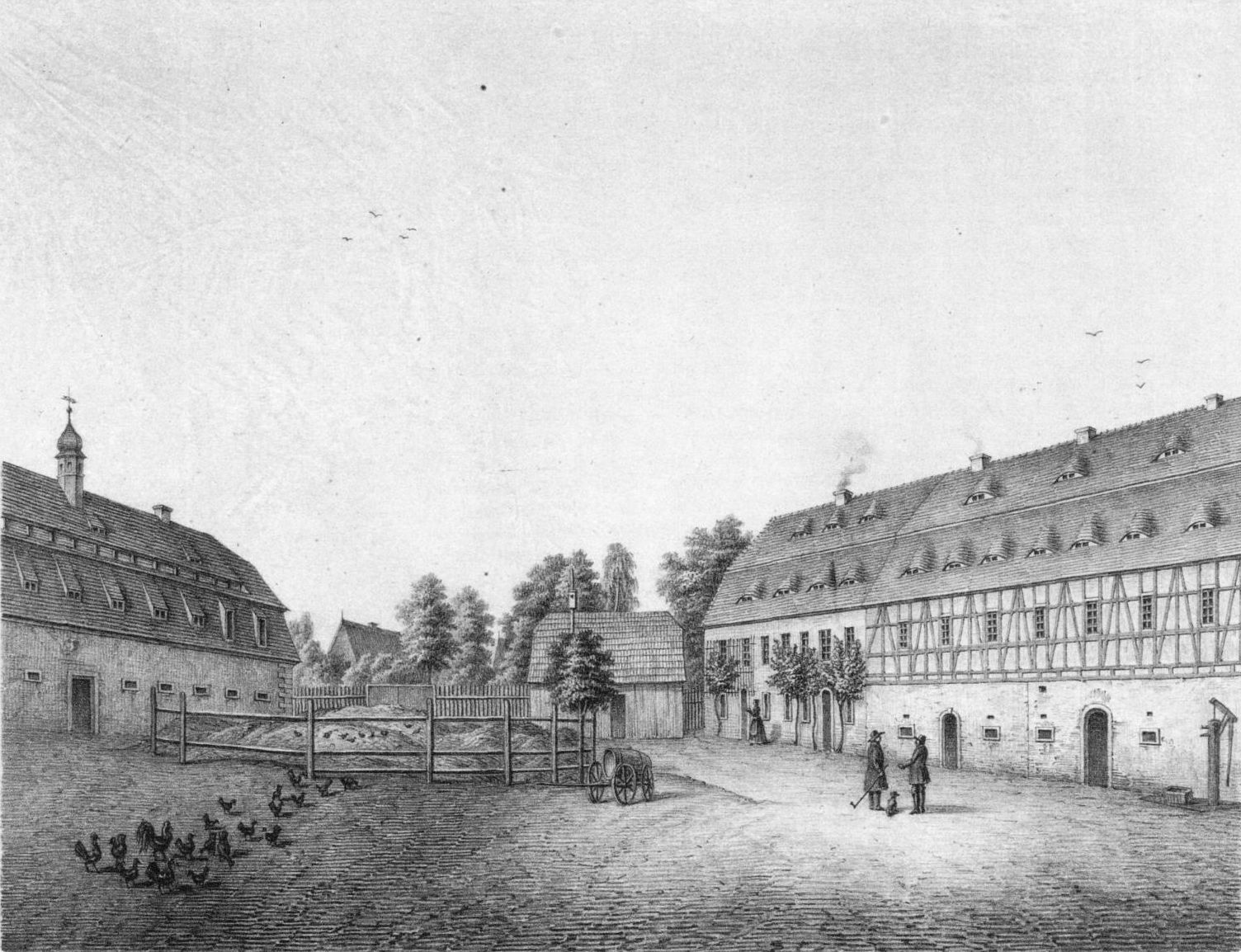
Rittergut Venusberg um 1860

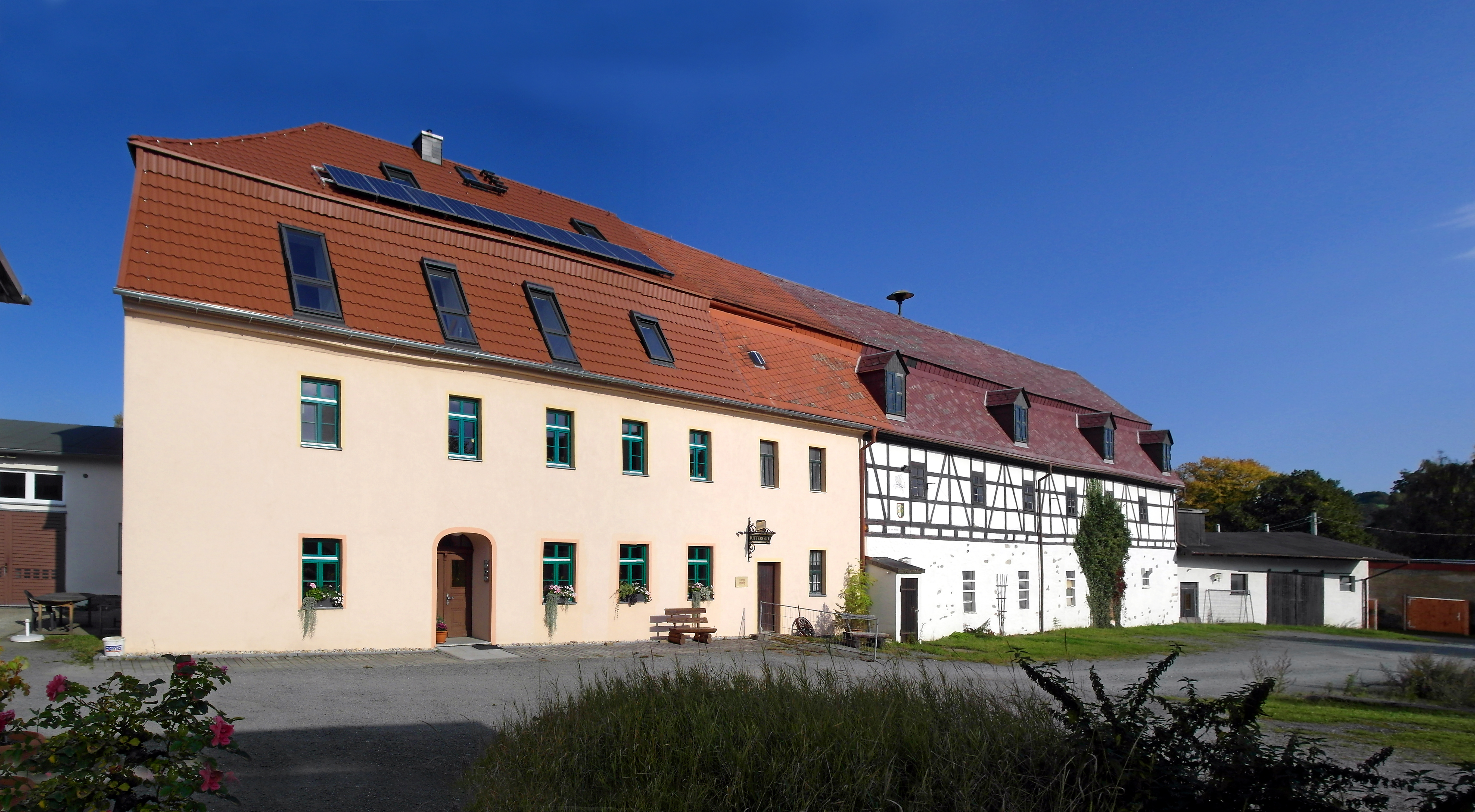
Rittergut Venusberg 2017

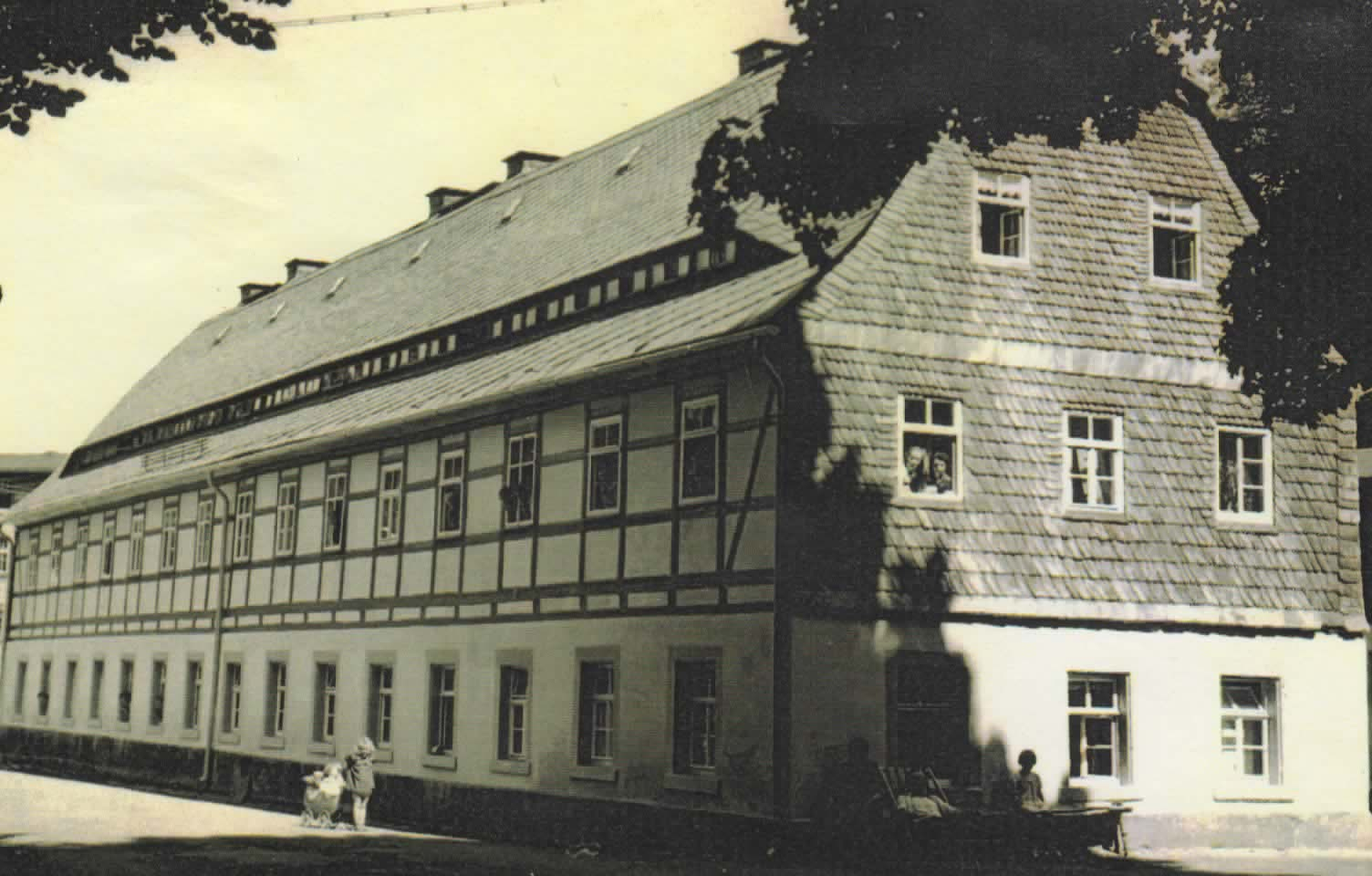
Älteste Arbeitermietskaserne des Erzgebirges von 1843 in Venusberg (Spinnerei), Aufnahme aus dem Jahr 1954

Der Ort wird 1414 erstmals als „Fenichbergk“ urkundlich erwähnt. Zum Rittergut Venusberg gehören 1486 ein Vorwerk, Venusberg, das Dorf „zum Herold“ sowie acht Untertanen in Drebach. Während des Bauernkrieges 1525 erheben sich auch in Venusberg die Bauern. Mit der Reformation 1539 kommt der Ort zur Parochie Drebach. Der Ortsteil Wiltzsch wird 1551 erstmals erwähnt. In der Folgezeit, ab 1612, wechselt das Rittergut häufig den Besitzer. Im Tal der Wilisch wird 1661 eine Mühle mit Bäckerei erwähnt, 1827 wird im Ort eine Spinnerei errichtet, deren Besitzer Oehme 1832 die erste Fabrikschule der Region gründet. Zur gleichen Zeit wird auch die Schüllermühle zu einer Spinnerei umgebaut. Im Ortsteil Venusberg-Spinnerei entsteht 1843 die älteste Arbeitermietskaserne des Erzgebirges (trotz bestehendem Denkmalschutz im Februar 2020 abgerissen). Der Eigentümer der Schüllerspinnerei Johann David Schüller errichtet in den Jahren bis 1858 eine neue größere Spinnerei an der Grenze zu Herold. Eine Schule wird 1861 errichtet, die aber schon 1891 durch einen Neubau ersetzt wird. Mit dem Bau der Schmalspurbahn Wilischthal–Thum erhält der Ort 1886 im Ortsteil Spinnerei und in Gelenau für den Ortsteil Wilitzsch Bahnanschluss. 1899 erhält der Ort einen Telegrafenanschluss. In der Spinnerei wird 1904 eine Fabrikfeuerwehr gegründet. Ein öffentliches Elektrizitätsnetz wird ab 1908 aufgebaut. 1921 wird der Rittergutsbezirk Venusberg aufgelöst. Die Fluren kommen zu Drebach und Venusberg. Wiltzsch erhält 1922 den Anschluss ans Elektrizitätsnetz. Die Freiwillige Feuerwehr wird 1925 gegründet. Die ersten Wasserversorgungsanlagen werden ab 1926 errichtet. Ab 1943 wurden in Teilen der Spinnerei Schüller Rüstungsaufträge der Dessauer Junkers-Werke von weiblichen KZ-Häftlingen durchgeführt („Venuswerke“). Die Zwangsarbeit mussten 1.000 Jüdinnen aus Ungarn sowie aus westeuropäischen Ländern ausführen, die aus dem KZ Ravensbrück und dem KZ Bergen-Belsen herantransportiert wurden und im Außenlager Venusberg des KZ Flossenbürg interniert wurden. Viele starben an Misshandlungen und Hunger. Da die Pfarrämter der Evangelisch-Lutherischen Kirche der umliegenden Orte die Beerdigung der Toten auf den Friedhöfen verweigerten, wurden die Leichen in der Nähe des Lagers verscharrt.
Von 1994 bis 2009 gehörte Venusberg zum Verwaltungsverband Grüner Grund. Bis zur Fusion mit der Gemeinde Drebach am 1. Januar 2010 war Venusberg eine selbständige Gemeinde mit den zugehörigen Ortsteilen Grießbach, Spinnerei, Wiltzsch, Im Grund und Wilischthal. Letzte Bürgermeisterin Venusbergs war Kathrin Sieber.

### Einwohnerentwicklung
| Jahr | Einwohnerzahl |
| ---- | ------------- |
| 1834 | 767           |
| 1871 | 1.248         |
| 1890 | 1.455         |

| Jahr | Einwohnerzahl |
| ---- | ------------- |
| 1910 | 1.473         |
| 1925 | 1.531         |
| 1939 | 1.633         |

| Jahr | Einwohnerzahl |
| ---- | ------------- |
| 1946 | 1.682         |
| 1950 | 1.775         |
| 1964 | 1.968         |

Folgende Einwohnerzahlen beziehen sich auf den 31. Dezember des voranstehenden Jahres mit Gebietsstand Januar 2007:
| 1982 bis 1988 - 1982 – 2.725 - 1983 – 2.708 - 1984 – 2.706 - 1985 – 2.683 - 1986 – 2.689 - 1987 – 2.642 - 1988 – 2.580 | 1989 bis 1995 - 1989 – 2.586 - 1990 – 2.587 - 1991 – 2.513 - 1992 – 2.581 - 1993 – 2.597 - 1994 – 2.632 - 1995 – 2.494 | 1996 bis 2002 - 1996 – 2.500 - 1997 – 2.531 - 1998 – 2.439 - 1999 – 2.419 - 2000 – 2.435 - 2001 – 2.465 - 2002 – 2.429 | 2003 bis 2007 - 2003 – 2.410 - 2004 – 2.371 - 2005 – 2.351 - 2006 – 2.334 - 2007 – 2.334 - 2008 – 2.321 |

 Quelle: Statistisches Landesamt des Freistaates Sachsen

## Gedenkstätten
Eine Gedenkstätte aus dem Jahre 1958 in der Nähe der ehemaligen Feinspinnerei erinnert an über 100 Frauen, die durch Zwangsarbeit im KZ-Außenlager den Tod fanden.

## Persönlichkeiten
- Ludwig Kühn (1893–1977), Politiker, Präsident der Landeshandwerkskammer Sachsen
- Kurt Meier (1927–2022), lutherischer Theologe und Hochschullehrer
- Inge Sabine Kleinert (geb. Hackbeil, * 1954), Religions- und Sozialpädagogin, Autorin, wurde in Venusberg-Spinnerei geboren[6]